# Sønderaa
Sønderaa (dansk), Süderaue (tysk) eller a Söler la (nordfrisisk) er en større pril (tidevandsrende) i det nordfrisiske vadehav ud for Sydslesvigs vestkyst. Den afgrener sig fra Rytterdybet og Smaldybet ved Søsand, passerer Svineryggen, Japsand og Knudshørn og løber nord om halligerne Grøde og Hoge og syd om Langenæs-Nordmarsk mod tidevandshavnen Slutsil (tidligere Bongsil), hvor den kommer til at hedde Slut. Prilens største dybde er 16 meter. Dens udløb er Smaldybet, hvor den løber sammen med Nørreåen (der går nord om Langenæs).